# Засенбург
Засенбург (њем. Sassenburg) општина је у њемачкој савезној држави Доња Саксонија. Једно је од 41 општинског средишта округа Гифхорн. Према процјени из 2010. у општини је живјело 10.956 становника. Посједује регионалну шифру (AGS) 3151025.

## Географски и демографски подаци
Засенбург се налази у савезној држави Доња Саксонија у округу Гифхорн. Општина се налази на надморској висини од 55 – 69 метара. Површина општине износи 88,4 km². У самом мјесту је, према процјени из 2010. године, живјело 10.956 становника. Просјечна густина становништва износи 124 становника/km².